# Bước sóng
Bước sóng là khoảng cách ngắn nhất giữa hai điểm dao động cùng pha hay khoảng cách giữa hai đỉnh sóng (điểm mà sóng đạt giá trị lớn nhất), hoặc tổng quát là giữa hai cấu trúc lặp lại của sóng, tại một thời điểm nhất định. Nó thường được viết tắt bằng chữ Hy Lạp lambda (λ).

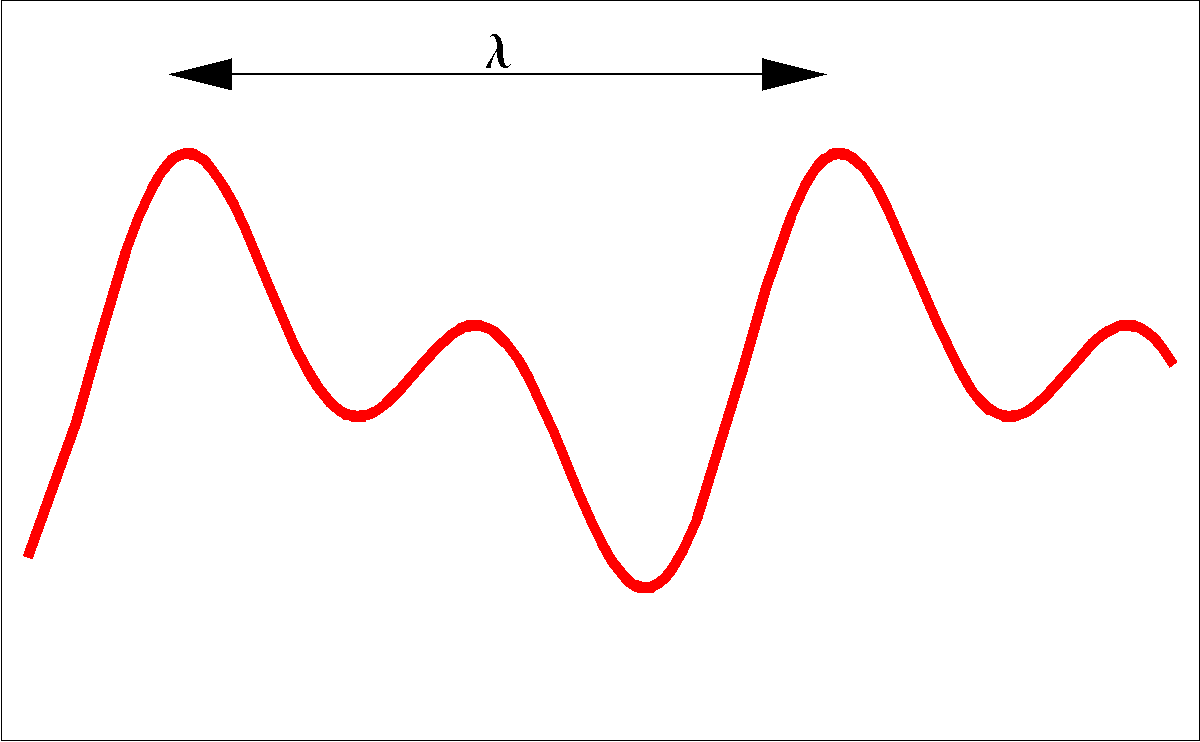

## Liên hệ với chu kỳ
Chu kỳ T của sóng theo định nghĩa là thời gian ngắn nhất mà một cầu trúc sóng lặp lại tại một điểm. Thời gian này bằng khoảng cách giữa hai cấu trúc lặp lại, bước sóng (λ), chia cho vận tốc lan truyền của sóng, v:
{\displaystyle \lambda =vT}

## Liên hệ với tần số
Tần số f của sóng, hay số đỉnh sóng đi qua một điểm trong một đơn vị thời gian, là nghịch đảo của chu kỳ sóng. Do vậy
{\displaystyle \lambda ={\frac {v}{f}}}
Với sóng điện từ (radio, vi sóng,...) liên hệ này là: bước sóng (đo bằng mét) = 300 / tần số (đo bằng Hz).

## Trong quang hình
Sóng ánh sáng (và có thể một số sóng điện từ khác) khi đi vào các môi trường (không phải là chân không) thì bước sóng của chúng bị giảm do vận tốc giảm, mặc dù tần số của sóng không đổi. Xem thêm vận tốc ánh sáng.
Trong nhiều môi trường truyền ánh sáng, vận tốc giảm n lần với n là chiết suất của môi trường. Do vậy:
{\displaystyle \lambda ={\frac {\lambda _{0}}{n}}}
Với:
λ0 là bước sóng trong chân không.
Khi không nói rõ, bước sóng của bức xạ điện từ thường được hiểu là bước sóng trong chân không.

## Với sóng hạt
Louis-Victor de Broglie đã khám phá ra rằng mọi hạt với động lượng p đều có thể coi như một "chùm sóng", còn gọi là sóng vật chất, với bước sóng:
{\displaystyle \lambda ={\frac {h}{p}}}
với h là hằng số Planck
Theo công thức này, các sóng có bước sóng càng ngắn có động lượng và do đó năng lượng càng cao.